# Per Bisgaard
Per Deichmann Bisgaard (født 31. juli 1955) er lærer, tidligere borgmester og var fra den 13. november 2007 til den 15. september 2011 medlem af Folketinget, valgt for Venstre i Himmerlandkredsen (Nordjyllands Storkreds). I Folketinget var han ordfører på kirke- og videnskabsområdet samt medlem af Nordisk Råd.
Per Bisgaard er født og opvokset på slægtsgården Stensbækgaard ved Fjelsø som søn af landmand Frits Deichmann Bisgaard og medhjælpende ægtefælle Anna Bodil Bisgaard. Gift med skolesekretær Jonna Bisgaard.
Han blev uddannet lærer i 1980 på Ranum Seminarium, og har været lærer på Aalestrup Realskole indtil han blev borgmester i 1994. Siden 1986 har han desuden drevet sit eget landbrug samt en vognmandsforretning.
Fra 1986 til 2006 var han medlem af kommunalbestyrelsen i Aalestrup Kommune, hvor han fra 1994-2001 var borgmester. Fra 1998-2006 var han desuden medlem af Viborg Amtsråd, hvor han var viceamtsborgmester og formand for Venstres amtsrådsgruppe. Siden 2006 har han været kommunalbestyrelsesmedlem i Vesthimmerlands Kommune, hvor han frem til folketingsvalget i 2007 var kulturudvalgsformand. Han har siden 2017 været valgt til regionsrådet i Region Nordjylland. Han har tidligere været medlem af repræsentantskabet i Kunstrådet og næstformand for Danmarks Biblioteksforening.
|  | Artiklen om politikeren Per Bisgaard kan blive bedre, hvis der indsættes et (bedre) billede. Du kan hjælpe ved at afsøge Wikimedia Commons for et passende billede eller uploade et godt billede til Wikimedia Commons iht. de tilladte licenser og indsætte det i artiklen. |